# Manjala spinosa
Manjala spinosa är en spindelart som beskrevs av Davies 1990. Manjala spinosa ingår i släktet Manjala och familjen mörkerspindlar.
Artens utbredningsområde är Queensland. Inga underarter finns listade i Catalogue of Life.